# 안닌도후
안닌도후 (杏仁豆腐)는 일본의 일러스트레이터. 여성. 이전의 명의는 '오이코'. 주로 <THE IDOLM@STER> 관련의 일러스트를 그리고 있다.
펜 네임의 유래는 기르고 있던 흰 햄스터의 이름으로부터라는 것. 검은 햄스터도 기르고 있었지만, 펜 네임을 결정하기 전에 타계했다. 이름은 '요칸'이었다고 한다.

## 작품목록
THE IDOLM@STER 관련
- THE IDOLM@STER MASTER ARTIST 01~10, FINALE
- THE IDOLM@STER Chiristmas for you!
- THE IDOLM@STER MASTER LIVE 00~04, ENCORE
- THE IDOLM@STER Vacation for you!
- THE IDOLM@STER MASTER SPECIAL 01-06,WINTER,SPRING
- THE IDOLM@STER DREAM SYMPHONY 01-03
- THE IDOLM@STER MASTER ARTIST 2 Prologue, First Season 01~09, Second Season 01~04
- THE IDOLM@STER 765PRO ALLSTARS+ GRE@TEST BEST! - SWEET&SMILE! -

모두 CD쟈켓 일러스트.
- THE IDOLM@STER 플라티나 앨범/핀업 (오이코 명의)
- 소설판 THE IDOLM@STER/삽화·핀업·표지 (오이코 명의)
- 아이돌 마스터 컨셉 코믹 오프/핀업 (오이코 명의)
- THE IDOLM@STER MASTER BOX V/일러스트에 대한 코멘트
- 주간 아이돌 마스터 vol1~4/핀업
- THE IDOLM@STER MASTER BOOK/핀업
- THE IDOLM@STER SP/DLC용 의상 디자인·공모 디자인의 선정과 리파인
- 푸치마스! - PETIT IDOLM@STER- /제1권대 일러스트, 코멘트
- 바이스 슈바르츠 /아이돌 마스터 카드 일러스트
- 텔레비전 애니메이션 THE IDOLM@STER /제12화 엔딩그림 콘티
- 아이돌 마스터 신데렐라 걸즈 /캐릭터 디자인

그 외
- 아르케제2008/쓰르라미 울 적에 메인 비주얼 포스터
- 코드기어스 반역의 를르슈 <히로인즈 트리뷰트>
- Angel Beats! 콜라보레이션 일러스트( 제15회)
- Dance×Mixer 게이마가 코라보유닛트 「me to me」캐릭터 디자인, CD쟈켓 일러스트, 소책자 표지그림
- 내 여동생이 이렇게 귀여울 리가 없어 애니메이션 제 13화 엔딩 일러스트, 드라마 CD갈아입히기 쟈켓 일러스트
- 길티 크라운 제18화 엔드 카드 일러스트
- 카드파이트!! 뱅가드 카드 일러스트
- 캐릭터☆멜Febri 표지 일러스트

화집
- 안닌도후 일러스트 워크스 브릴리언트 아이돌 (아이돌 마스터 관계의 일러스트집) ISBN 978-4758011853 2010년 7월 6일 발매